# Giovanni Guerrini (pittore)
Giovanni Guerrini (Imola, 29 maggio 1887 – Roma, 20 marzo 1972) è stato un architetto, pittore e incisore italiano.

## Biografia
Giovanni Guerrini nacque il 29 maggio 1887 a Imola, da Pietro e Virginia Poggi Pollini.
Nel 1902 iniziò gli studi artistici presso la Scuola di Arti e Mestieri di Faenza diretta da Antonio Berti. Ebbe contatti duraturi con il gruppo di artisti del "Cenacolo Baccariniano" sul sito della Rete Bibliotecaria di Romagna e San Marino. La sua fu una cultura sensibile ad orientamenti simbolisti, alle suggestioni dell'Art Nouveau e dello Jugendstil viennese. Proseguì il percorso di studi all'Accademia di Belle Arti di Firenze, dove frequentò il maestro simbolista Adolfo De Carolis.
Nel 1913 conseguì il diploma per l'insegnamento del disegno presso l'Accademia delle Belle Arti di Bologna.
Dopo il matrimonio con Alba Poletti, tra il 1914 e il 1915, fu docente di disegno costruttivo e architettonico presso la Scuola Minardi di Faenza. Dal 1915 in poi, fu titolare della cattedra di architettura e pittura decorativa all'Accademia di Belle Arti di Ravenna, dove istituì un corso per l'insegnamento del mosaico nel 1926. Si dedicò alla pittura, all'affresco e all'incisione con stile simbolista e déco. Partecipò a undici edizioni della Biennale di Venezia, vincendo alla 17. Edizione (1930) il
Premio della Confederazione Generale Fascista degli Agricoltori e della Confederazione Nazionale dei Sindacati Fascisti dell'Agricoltura per l'opera intitolata La terra.
Partecipò anche alle Biennali dell'ISIA di Monza con manifesti e mobili di suo disegno.

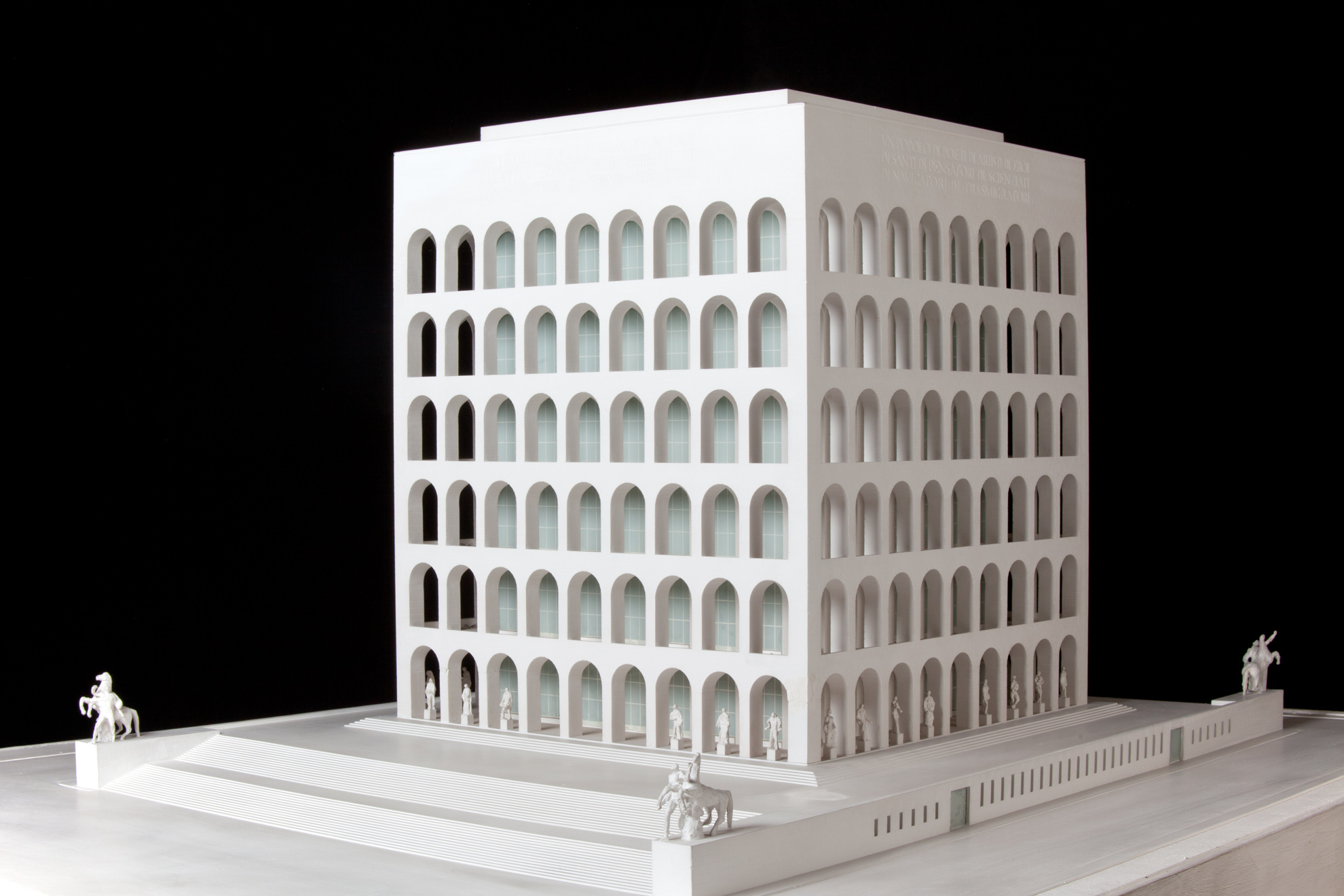
Palazzo della Civiltà italiana, modello del 1940 circa. Esposto al Museo nazionale della scienza e della tecnologia Leonardo da Vinci, Milano.

Nel 1922 un incendio doloso distrusse le decorazioni murali che aveva dipinto nel Palazzo delle Cooperative di Ravenna.
In un secondo tempo, il suo stile divenne più realistico e nel 1927 ricevette dall'ENAPI (Ente Nazionale Artigianato e Piccole Industrie) l'incarico di progettazione di numerose botteghe artigiane sparse in tutta Italia. Decise, allora, di trasferirsi a Roma, dove si occupò prevalentemente della promozione delle arti applicate, per le quali fornì disegni e modelli (vetri, ceramiche, oggetti, ricami, stoffe ecc.). Grazie a questa occasione, la sua ambizione di conciliare le ragioni dell’arte e quelle dell’industria trovò finalmente appagamento. Negli anni successivi allestì numerose mostre della Sezione dell'Enapi e nel 1929 all'Esposizione Internazionale di Barcellona e alla Fiera Internazionale di Lipsia. Nel 1931 curò l'arredo del Palazzo dell'Esposizioni a Roma in occasione del I Quadriennale e venne premiato per il progetto della chiesa dell'Enapi alla Mostra internazionale d'arte sacra di Padova. Nel 1934 con la Sezione Enapi partecipò alla V Esposizione internazionale d'arti decorative e industriali di Milano e nello stesso anno ricevette il premio dell'Accademia d'Italia. Tra il 1912 e il 1936, ad una così intensa e molteplice attività, Guerrini prese parte a numerose rassegne artistiche di rilievo, tra cui la Biennale di Venezia, la Mostra degli incisori e acquafortisti a Londra (1916), l'Esposizione nazionale di belle arti di Torino (1919), la prima edizione della Biennale romana (1921), la Quadriennale di Roma (edizioni del 1931, 1935, 1939 e 1943), la Triennale di Milano — dove nel 1936 fu insignito del Gran Premio — e la prima Mostra del Novecento italiano, ospitata nel 1926 al Palazzo della Permanente di Milano.
Progettò, insieme agli architetti Ernesto Bruno Lapadula e Mario Romano, il Palazzo della Civiltà Italiana all'EUR di Roma.
Riorganizzò a Ravenna l'Istituto Statale d'Arte per il mosaico e lo diresse dal 1961 al 1966. Morì a Roma nel 1972.

## Partecipazioni alla Biennale di Venezia
- 10. Esposizione Internazionale d'Arte della Città di Venezia (1912) - Sala italiana, sala 18: Illustrazione per La piccola fonte di G. Andalò (1912); Sala italiana, sala 18: L'offerta (1912).
- 11. Esposizione Internazionale d'Arte della Città di Venezia (1914) - Sala internazionale, sala 17: Chiaro di luna (1914); Sala internazionale, sala 17: Il canto dell'usignolo (1914).

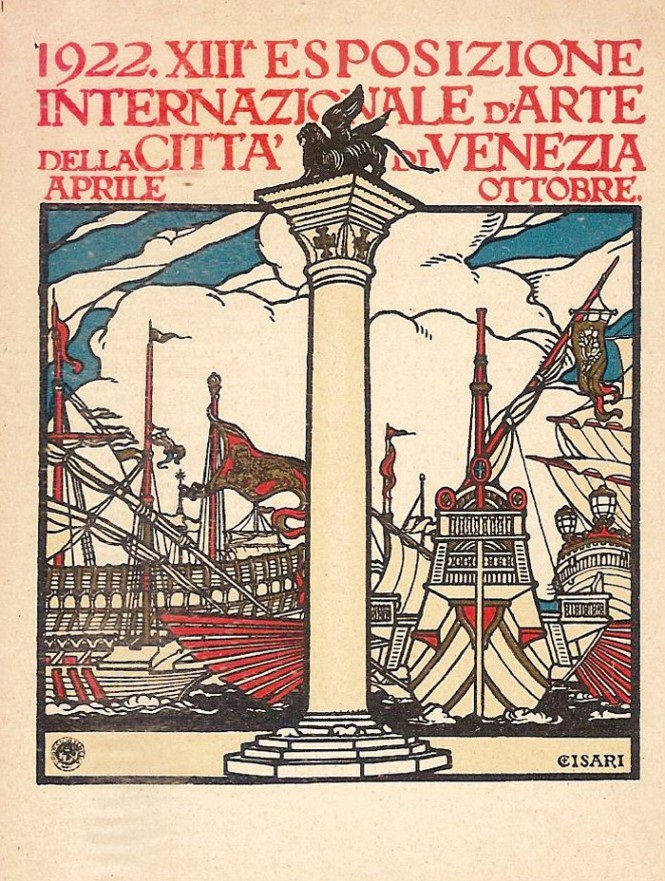
Manifesto della XIII Biennale di Venezia del 1922

- 12. Esposizione Internazionale d'Arte della Città di Venezia (1920) - Sala internazionale, sala 6: Contemplazione (1920); Sala internazionale, sala 6: Specchio d'acqua (1920); Sala italiana, sala 34: Mattino di aprile (1920); Sala italiana, sala 34: Meriggio di primavera (1920).
- 13. Esposizione Internazionale d'Arte della Città di Venezia (1922) - Sala internazionale, sala 6: Serenità (1922); Sala italiana, sala 10: Occhi d'aprile (1922).
- 15. Esposizione Internazionale d'Arte della Città di Venezia (1926) - Sezione italiana, sala 16: Laudato si mi Signore; Sezione italian, sala 23: Dimàro in Val di Sole; Sezione italiana, sala 23: Autunno in Romagna.
- 16. Esposizione Internazionale d'Arte della Città di Venezia (1928) - Sezione italiana, sala 21: Quiete - in Val d'Isarco.
- 17. Esposizione Biennale Internazionale d'Arte (1930) - Sezione italiana, sala 12: Romagna; Sezione italiana, sala 12: Colline di Romagna; Sezione italiana, sala 12: La terra. In questa edizione gli fu conferito il Premio della Confederazione Generale Fascista degli Agricoltori e della Confederazione Nazionale dei Sindacati Fascisti dell'Agricoltura all'opera La terra.
- 18. Esposizione Biennale Internazionale d'Arte (1932) - Sezione italiana, sala 36: Paesaggio romano; Sezione italiana, sala 36: Estate in Romagna; Sezione italiana, sala 36: Romagna (1931); Sezione italiana, sala 36: Le tre mogli; Sezione italiana, sala 36: Signorina.
- 19. Esposizione Biennale Internazionale d'Arte (1934) - Sezione italiana, sala 40: Lo scrittore Eurialo De Michelis; Sezione italiana, sala 40: Maggio in Romagna; Sezione italiana, sala 40: Stornello romagnolo; Sezione italiana, sala 40: Liriche; Sezione italiana, sala 40: Romagna.
- 20. Esposizione Biennale Internazionale d'Arte (1936) - Sezione italiana, sala 21: La vigna del Signore; Sezione italiana, sala 21: In Romagna; Sezione italiana, sala 21: La quercia del nonno.
- 21. Esposizione Biennale Internazionale d'Arte (1938) - Arte Decorativa Frammento.

## Giudizio critico
Temperamento eclettico, naturalmente propenso alla sperimentazione, il Guerrini si cimenta in un'attività artistica poliedrica. Alla pittura affianca soprattutto una costante applicazione alla grafica, raggiungendo esiti di grande raffinatezza nell'incisione e nella litografia, oltre che interessanti proposte come progettista di oggetti e arredi, frutto di un'opportuna sintesi tra esigenze funzionali e decorative. Si segnala in questo ambito la collaborazione con l'Ebanisteria Casalini di Faenza per i progetti di mobili e con la ditta Fratelli Matteucci, anch'essa di Faenza, con progetti per lampadari, cancellate ed elementi in ferro.

## Opere
- Faenza, Pinacoteca Comunale: Sera in Alto Adige, olio su tavola;

Paesaggio, collane e alberi, olio su tavola; Venezia L'isola dio S. Giorgio, olio su tavola; Varie litografie.

Palazzo della Civiltà italiana)

- Ravenna, Museo d'arte della città: Autunno in Romagna, 1925, olio su tavola.[13]
- Forlì, Pinacoteca Civica: Confidenze, olio su faesite; Romagna, 1931, olio su tavola; Romagna Solatia, 1932, olio su compensato.[14]
- Roma, Galleria nazionale d'arte moderna: Autunno Romano, olio su tavola; Scatola, 1927, porcellana; Urna, 1929, ottone martellato, stampe, acqueforti, litografie.[15]
- Galleria d'arte moderna di Roma Capitale: Val Funes olio su tela; Messi di Romagna, olio su tavola; Dimaro in Val di Sole.
- Quadriennale: Colline di Romagna, 1938, olio su tavola.
- Camera dei Deputati: Le terme di Caracalla, olio.[16]
- Museo di Roma: Tor Sanguigna, olio; Le terme di Caracalla, 1934, olio.
- Lima, Museo d'Arte Italiana: Contemplazione, litografia.[17]